# 베이커 휴즈
베이커 휴즈 컴퍼니(Baker Hughes Company)는 미국 텍사스주 휴스턴에 소재한 미국의 에너지 기업이다. 유정 굴착, 유망 구조 평가를 위한 제품과 서비스를 제공하며 120개 국 이상에서 사업을 영위하고 있다. 2017년부터 2020년까지 제너럴 일렉트릭이 대주주로 있었다. 1908년 설립한 휴즈 공구회사(Hughes Tool Company)가 1987년 베이커 석유공구회사(Baker Oil Tool Company)와 합병하면서 설립되었다.